# Салтан Микола Васильович
Салтан Микола Васильович (1889-?)— український політичний діяч, один з лідерів Української Партії Соціалістів-Революціонерів (УПСР), член Української Центральної Ради і Малої Ради 1917-18. По розбитті УПСР (4-й з'їзд 13—18 травня 1918 року) належав до центральної течії УПСР.
На другому з'їзді ЦК УПСР було утворено Бюро ЦК, директором якого був призначений Микола Салтан.
Був у президії конференції УПСР 5-6 вересня 1917 року, представляв Київ.
5 грудня 1917 року виступав на засіданні Малої ради, заявивши про підтримку самовизначення аж до незалежності й критикувавши більшовиків за продовження централістської політики Тимчасового уряду. Увійшов до комісії Малої ради, яка 11 березня 1918 року підготувала заяву (оприлюднену 13 березня) про неухильне виконання III і IV Універсалів.
На виборах до Українських Установчих Зборів балотувався від Таврії та Румунського фронту.
26 березня 1918 року був призначений членом дирекції Українського державного телеграфного агентства
Товаришував з Дмитром Ісаєвичем.